# KSBステーションEYE
『KSBステーションEYE』（ケイエスビーステーションアイ）は、1991年4月1日から2000年3月31日まで9年間、瀬戸内海放送で夕方に生放送されていたローカルワイドニュース番組である。テレビ朝日発の全国ニュース『ステーションEYE』及びその後継番組『ANNスーパーJチャンネル』を内包していた。

## 概要
- 600ステーション」の岡山・香川ローカルパート枠『KSB 600ステーション』の後番組としてスタート。
- 当初は月曜 - 金曜までの放送だったが、『KSB 530ステーション』の終了によって1993年4月3日からは土曜と日曜にも放送されるようになった。
- 番組は、17:55から18:00まで当日のヘッドラインを伝えた後、『ステーションEYE』または『ANNスーパーJチャンネル』の全国ニュースとスポーツコーナーを放送。そしてCMを挿み、KSBのニューススタジオから香川県・岡山県のローカルニュースと天気予報を伝えた。
- 1995年頃には、「KSB地球ステーション」という特集コーナーも設けていた。
- テレビ朝日の『ステーションEYE』平日版は1997年3月28日に終了したが、この『KSBステーションEYE』は同年3月31日以降もこのタイトルのままで放送され続けた。
- また番組は、『ステーションEYE』とは別の音楽を使用していた。
- 1999年10月8日からの半年間は、金曜放送分のみが『KSBステーションEYE 金曜てれびマガジン』というタイトルになり、ニュースを縮小して生活情報番組色を強めた内容になった。
- この流れは、2000年4月3日放送開始の後継番組『おとなりTV KSBスーパーJチャンネル』→『KSBスーパーJチャンネル』金曜日に受け継がれていった。

## 放送時間
| 期間      | 期間      | 放送時間 (JST)        | 放送時間 (JST)        |
| 期間      | 期間      | 月曜 - 金曜           | 土曜・日曜            |
| --------- | --------- | --------------------- | --------------------- |
| 1991.4.1  | 1993.4.2  | 17:55 - 19:00（65分） | （放送無し）          |
| 1993.4.3  | 1997.3.30 | 17:55 - 19:00（65分） | 17:30 - 18:00（30分） |
| 1997.3.31 | 1998.10.4 | 18:30 - 19:00（30分） | 17:30 - 18:00（30分） |
| 1998.10.5 | 2000.3.31 | 18:28 - 19:00（32分） | 17:30 - 18:00（30分） |

### 補足
平日版は1997年3月31日以降、『ANNスーパーJチャンネル』の全国パート終了後に独立番組として放送。週末版は1997年10月4日以降、『ANNスーパーJチャンネル』を内包して放送。

## 歴代キャスター

### 平日
1998年10月以降の担当キャスターを記す。田尾以外は全員瀬戸内海放送のアナウンサー（当時）。
| 期間      | 期間      | 男性        | 男性     | 女性       |
| 期間      | 期間      | 月曜 - 木曜 | 金曜     | 女性       |
| --------- | --------- | ----------- | -------- | ---------- |
| 1991.4.1  | 1998.3.27 | 名越章浩    | 山西俊行 | 浮田圭見   |
| 1998.3.30 | 1999.10.1 | （不在）    | 山西俊行 | 浮田圭見   |
| 1999.10.4 | 2000.3.31 | 牧野克彦    | 牧野克彦 | 緒方希美子 |

- 田尾和俊 - 1999年10月8日以降の『金曜てれびマガジン』の司会者。2009年3月27日まで『KSBスーパーJチャンネル』金曜版に出演していた。
- 山下明史 - 記者。
- 芦田直子 - 記者リポート。
- 船越亮治 - 記者。
- 小野田りか - お天気担当。

### 週末
週末版の出演者はシフト勤務で出演。
- 多賀公人
- 森田恵子
- 若槻智子
- 矢田三奈子
- 森本光
- 竹内将子
- 児玉良香
- 山下明史
- 黒部京子
- 山下由起子

## 備考
- 名越・浮田コンビ初期時代には文字だけの人物紹介テロップとヘッドラインのみテロップが表示され、映像時を除いてニューステロップの表示は一切無かった。

- エンディングでは、その日の『ニュースステーション』の内容を簡単に紹介していた。当然予告用映像があるわけではないので、キャスターのコメントとテロップのみで行っていた。

- 週末のローカル枠も『KSBステーションEYE ANN』の名称で放送された。
  - 週末の全国ニュースが『ANNスーパーJチャンネル』に移行した1997年10月4日以降も、ローカル枠に『KSBステーションEYE』のタイトルが2000年3月26日まで残っていた（ローカル枠の冒頭に改めてオープニングが入る）。しかし、番組表上ではローカル枠も含めた30分間が一貫して『ANNスーパーJチャンネル』ということになっており、スポンサーセールス枠としても30分通しという扱いであった。
  - すなわち、同じセールス枠にもかかわらず途中でタイトルが変わってしまうという事態に陥っていた。

- 名越・浮田コンビ時代には、金曜日に広島ホームテレビとの交流コーナーがあった。

- 1996年4月1日から1997年3月28日までは、当時の17時台のドラマ再放送枠の直後に編成されていた番宣番組『ネエネエKSBだよ』からステーションブレイク無しで、浮田か緒方のどちらかがKSBの調整室からの中継で、当日に取り上げるニュースの主な項目を伝えるというコーナーが番組開始直前に編成されていた。